# Club de Fútbol Halcones de Querétaro
Il Club de Fútbol Halcones de Querétaro, noto semplicemente come Halcones de Querétaro è stata una società calcistica messicana con sede a Santiago de Querétaro.

## Storia
Il club nacque al termine della stagione 1996-1997 quando acquisì la licenza dei Guerreros de Acapulco diventando l'unico rappresentante della città di Santiago de Querétaro nella seconda divisione messicana.
Nel corso della sua permanenza in Primera 'A' conseguì modesti risultati lottando costantemente per non retrocedere e non riuscì a qualificarsi alla Liguilla in nessuno degli otto tornei a cui prese parte. Al termine della Torneo Verano 2000 retrocesse in Segunda División dopo essersi classificato ultimo, ma riuscì a mantenere la divisione acquistando la licenza dei Jaguares de Colima.
Il club sopravvisse per un'ulteriore stagione, al termine della quale retrocesse scomparendo definitivamente. La città di Querétaro mantenne comunque una franchigia nella seconda divisione grazie al ritorno del Querétaro, nato dalla fusione avvenuta alcuni anni prima fra Club Querétaro e Gallos Blancos de la UAQ, che prese il posto dello scomparso Venados de Yucatán.

## Altre voci
- Querétaro Fútbol Club